# Ludwig von Kudriaffsky
Ludwig Freiherr von Kudriaffsky (Viena, 21 de marzo de 1805 - Merano, 7 de enero de 1894) fue un general austriaco, oficial naval y diplomático de ascendencia rusa.

## Biografía
Después de ser educado en la casa de su padre, estudió química y física en Viena. En 1822 se unió al cuerpo de ingenieros, donde actuó como profesor de matemáticas. Un viaje a Inglaterra despertó su interés por la navegación. En 1824 se unió a la armada imperial austriaca. En 1833 acompañó a Anton Prokesch von Osten en una misión diplomática en Egipto y Grecia; en 1835 a Dresde, Berlín y San Petersburgo. A partir de 1837 comandó como teniente de navío diversos buques en el Mediterráneo oriental. En 1840 estuvo presente en el asalto a Saida. En 1845-1846 ya como capitán de corbeta, se desempeñó como director del Colegio Naval en Venecia. Entre 1846-1848 trabajó como director de la compañía de vapores del Danubio. En abril de 1848 regresó como capitán de fragata a la armada y tomó el mando de la flota. En el mismo año fue con el archiduque Juan a Frankfurt para organizar una flota alemana. Tras el fracaso de este proyecto, trabajó en 1849 como General Mayor y Brigadier en Zara y Viena. En 1851 enseñó al archiduque Fernando Maximiliano ciencias marinas. En 1856 fue nombrado Feldmarschallleutnant. En 1860-65 se desempeñó como presidente de la corte de apelaciones militares en Viena. 